# Bornargiolestes niger
Bornargiolestes niger là loài chuồn chuồn trong họ Megapodagrionidae. Loài này được Kimmins mô tả khoa học đầu tiên năm 1936.